# Jodła wonna
Jodła wonna, j. purpurowa (Abies amabilis Douglas ex J. Forbes) – gatunek drzewa z rodziny sosnowatych (Pinaceae Lindl.), jako gatunek rodzimy występuje w zachodniej części Ameryki Północnej (Oregon, Kolumbia Brytyjska). Poza tym jest sadzony jako drzewo parkowe w Europie.

## Morfologia

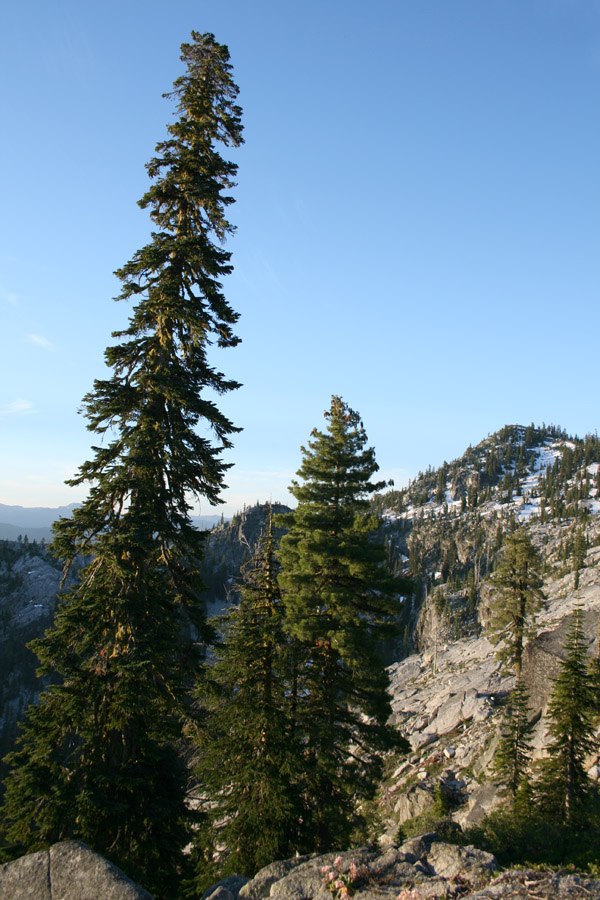
Pokrój

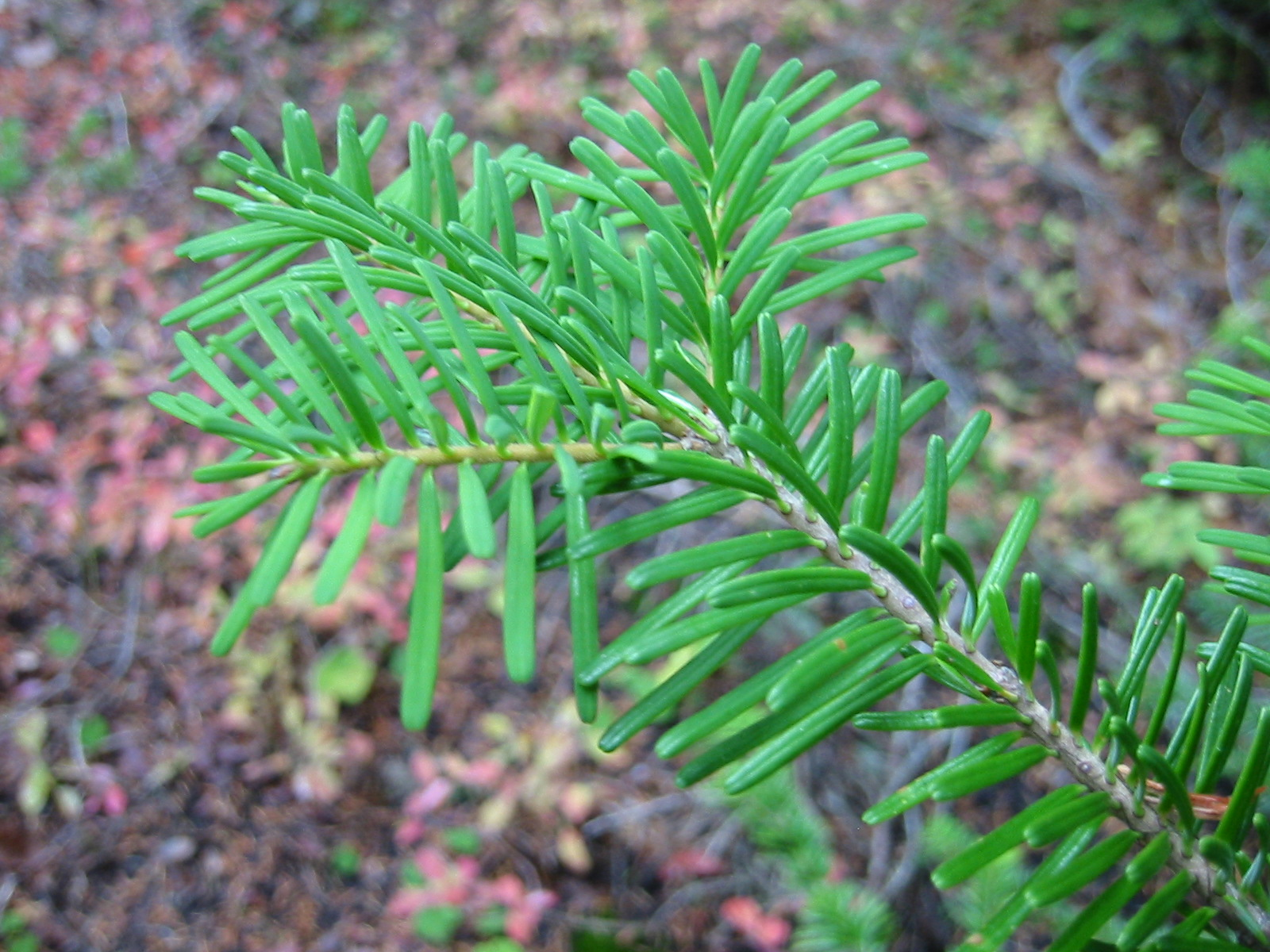
Gałąź

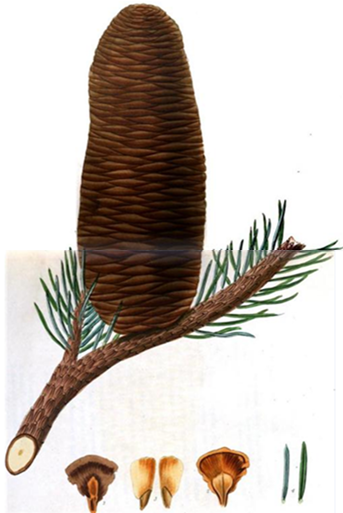
Szyszka i nasiona

PokrójZimozielone drzewo szpilkowe o wysokości maksymalnej do 75 m, na terenach naturalnego występowania, jako drzewo parkowe osiąga od 50 do 60 m. Korona stożkowa. Kora gładka, szaro-purpurowa, z widocznymi banieczkami żywicy ułożonymi poziomo.
LiścieSzpilki spłaszczone bardzo gęste, skierowane do przodu o długości około 3 cm, przy roztarciu dają zapach pomarańczy.
KwiatyWzniesiona szyszka,  młoda szyszka niebieskawa, dojrzała w kolorze brunatnawym. Nasiona trójkątne o wielkości od 10 do 12 mm, jasnobrązowe.

## Biologia i ekologia
Drzewo szpilkowe, zimozielone, w naturalnych warunkach rośnie w lasach iglastych w otoczeniu innych drzew. Sadzona jako drzewo parkowe zazwyczaj jest pojedynczym okazem.